# Auguste Cornu
Auguste Cornu (ur. 1888 w Beaune, Francja, zm. 1981, Berlin Wschodni, Niemiecka Republika Demokratyczna) – francuski filozof marksistowski, historyk filozofii i działacz polityczny.

## Życiorys
Jego praca doktorska z 1934 roku pt. Karol Marks. Od heglizmu do materializmu historycznego była pierwszą w historii francuską pracą akademicką na temat Marksa. Do wybuchu II wojny światowej był profesorem filozofii na Sorbonie w Paryżu.
Po zakończeniu wojny w 1945 roku przeniósł się do Berlina Wschodniego. W 1949 roku otrzymał katedrę filozofii na Uniwersytecie w Lipsku, a do przejścia na emeryturę wykładał jako profesor historii kultury na uniwersytecie Hubmoldta w Berlinie.
Głównym jego dziełem jest pisana w latach 1954–1969 praca Karol Marks i Fryderyk Engels. Życie i dzieło obejmująca najwcześniejszy okres życia i twórczości Marksa i Engelsa (lata 1818–1846). Praca ta była szeroko dyskutowana we Francji w latach 60. XX wieku.

## Prace w języku polskim
- Próba krytyki marksistowskiej (1955)
- Karol Marks i Fryderyk Engels. Życie i dzieło, 4 tomy:
  - tom 1, lata 1818/1820–1842 (tłum. zb. pod red. Macieja Żurowskiego, Państwowe Wydawnictwo Naukowe, Warszawa 1958)
  - tom 2, lata 1842–1844 (tłum. Maria Bielska, PWN, Warszawa 1964)
  - tom 3, lata 1844–1845 (tłum. Maria Bielska, PWN, Warszawa 1967)
  - tom 4, lata 1845–1846 (tłum. Bogusław Wolniewicz, PWN, Warszawa 1969)

## Odznaczenia
- Order Karla Marksa (1978, NRD)
- Złoty Order Zasług dla Ojczyzny (1973, NRD)
- Srebrny Order Zasług dla Ojczyzny (1963, NRD)
- Order „Złota Gwiazda Przyjaźni między Narodami” (1978, NRD)